# Samik
Die Sprache Bainouk-Samik (ISO 639-3 ist bcb) ist eine westatlantische Sprache, die von 1.850 Einwohnern Senegals in verstreuten Dörfern auf der Südseite des Flusses Casamance gesprochen wird.
Sie zählt zur Niger-Kongo-Sprachfamilie und bildet mit dem Bainouk-Gunyaamolo [bcz] im Senegal und dem Gunyuño [bab] in Guinea-Bissau die Sprachgruppe der Banyun-Sprachen.
Die Sprache Samik ist fast ausgestorben, da immer mehr Sprecher die französische Sprache – einzige Amtssprache Senegals – als Muttersprache übernehmen. Die Sprache wird von der historischen Volksgruppe der Bainounka gesprochen.